# Olen (Dichter)
Olen (Ὠλήν) war ein legendärer Dichter, Kultstifter und Priester der griechischen Frühzeit.
Nach Pausanias war Olen Lykier und der Verfasser der ältesten Hymnen. An anderer Stelle zitiert Pausanias die Überlieferung einer delphischen Hymnendichterin namens Boio, nach der Olen zusammen mit anderen aus Hyperborea nach Delphi gekommen sei, wo er das Orakel des Apollon begründete und der erste war, der Prophezeiungen in Form von Hexametern kleidete.
Er wird auch als Kultstifter und Hymnendichter in Delos genannt, wo ihm Hymnen an Eileithyia, Hera und an die hyperboreeischen Jungfrauen Opis und Arge zugeschrieben werden. Noch zur Zeit des Pausanias im 2. Jahrhundert wurden sie dort gesungen.